# 김제 문수사 목조석가여래좌상
김제 문수사 목조석가여래좌상(金堤 文殊寺 木造釋迦如來坐像)은 대한민국 전북특별자치도 김제시 황산동, 문수사에 모셔져 있는 나무로 만든 석가여래좌상이다. 2000년 3월 31일 전라북도의 유형문화재 제177호로 지정되었다.

## 개요
전라북도 김제시 황산동 문수사에 모셔져 있는 나무로 만든 석가여래좌상으로, 고개는 앞으로 숙여져 있고 신체는 단정하면서도 정돈되어 있다. 최근 불상 속에서 발견된 기록을 통해 1610년에 만들었음을 알게 되었다.
손모양이 모든 중생을 제도한다는 아미타여래의 손모양에 가까운데 기록에는 석가여래상이라고 적혀 있다. 조선 후기 석가여래의 형상이 다양하였음을 보여주는 귀중한 자료이다.

## 현지 안내문
문수사 대웅전에 모신 이 불상은 나무로 만든 석가모니의 모습으로, 조선 광해군 1년(1610년)에 제작하였다. 이 여래좌상 좌우에는 극락을 주관하는 아미타불과 자비의 상징인 관음보살을 모셨다. 몸체에 비하여 얼굴이 큰 편이나 안정감 있고 균형 잡힌 모습이다. 눈은 약간 치켜 뜨고 있지만, 코와 입을 알맞게 표현하여 인자한 표정을 보인다. 몸체는 매우 부드럽게 처리하여 어깨가 둥글고 단아하다. 전체적으로 안정감이 있는 불상으로 조선 후기 불상의 특징을 분명하게 보여 주는 작품이다.

## 참고 자료
- 문수사목조석가여래좌상 - 국가유산청 국가유산포털